# Tungevaag & Raaban
Tungevaag & Raaban war ein im Jahr 2015 gegründetes norwegisch-schwedisches DJ- und Musikproduzenten-Duo, bestehend aus Martin Tungevaag und Raaban (bürgerlich Robbin Söderlund).
Am 9. Dezember 2019 kündigte das Duo auf ihrem Instagram-Account an, dass sie künftig kreativ verschiedene Ziele und Wege verfolgen werden.

## Karriere
Im Oktober 2014 veröffentlichte Tungevaag als Solokünstler die Single Samsara 2015, zu welcher die norwegische Sängerin Emila die Vocals beisteuerte. Diese Version konnte sich auf Platz zwei der norwegischen Musikcharts platzieren.
Im Februar 2015 wurde das identische Lied, diesmal aber als Kollaboration zwischen Tungevaag und Raaban mit dem Namen Samsara, in den deutsch- und englischsprachigen Ländern bei Sony Music veröffentlicht. Dazu erschien ein offizielles Video. Diese Version konnte Platz sieben in Österreich erreichen und sowohl in die deutschen als auch in die irischen Musikcharts einsteigen.
Die Single Russian Roulette erschien Anfang Dezember 2015 und wurde ein Hit in den skandinavischen Ländern. Sie erreichte unter anderem Platz eins der finnischen Charts.

## Diskografie

### Singles
| Jahr | Titel Album              | Höchstplatzierung, Gesamtwochen, AuszeichnungChartplatzierungen (Jahr, Titel, Album, Platzierungen, Wochen, Auszeichnungen, Anmerkungen) | Höchstplatzierung, Gesamtwochen, AuszeichnungChartplatzierungen (Jahr, Titel, Album, Platzierungen, Wochen, Auszeichnungen, Anmerkungen) | Höchstplatzierung, Gesamtwochen, AuszeichnungChartplatzierungen (Jahr, Titel, Album, Platzierungen, Wochen, Auszeichnungen, Anmerkungen) | Höchstplatzierung, Gesamtwochen, AuszeichnungChartplatzierungen (Jahr, Titel, Album, Platzierungen, Wochen, Auszeichnungen, Anmerkungen) | Anmerkungen                                                                                 |
| Jahr | Titel Album              | DE | AT | SE | NO | Anmerkungen                                                                                 |
| ---- | ------------------------ | --- | --- | --- | --- | ------------------------------------------------------------------------------------------- |
| 2014 | Samsara / Samsara 2015 – | DE60 (9 Wo.)DE | AT7 Platin · (31 Wo.)AT | SE4 a ×3Dreifachplatin · (37 Wo.)SE | NO2 a ×4Vierfachplatin · (21 Wo.)NO | Erstveröffentlichung: 2014 Erstveröffentlichung: 21. Januar 2015 (Samsara 2015) feat. Emila |
| 2015 | Russian Roulette –       | — | — | SE10 ×4Vierfachplatin · (22 Wo.)SE | NO9 ×2Doppelplatin · (14 Wo.)NO | Erstveröffentlichung: 27. November 2015 mit Charlie Who?                                    |
| 2016 | Wolf –                   | — | — | SE86 (4 Wo.)SE | NO10 ×2Doppelplatin · (10 Wo.)NO | Erstveröffentlichung: 9. März 2016                                                          |
| 2016 | Magical –                | — | — | — | NO39 Platin · (2 Wo.)NO | Erstveröffentlichung: 27. Mai 2016                                                          |
| 2016 | Beast Faith              | — | — | SE31 Platin · (13 Wo.)SE | NO7 ×2Doppelplatin · (13 Wo.)NO | Erstveröffentlichung: 9. September 2016 mit Isac Elliot                                     |
| 2017 | Wake Up Alone –          | — | — | — | NO29 Platin · (6 Wo.)NO | Erstveröffentlichung: 10. Februar 2017 feat. Clara Mae                                      |
| 2018 | All for Love –           | — | — | SE10 ×4Vierfachplatin · (39 Wo.)SE | NO8 ×3Dreifachplatin · (21 Wo.)NO | Erstveröffentlichung: 23. März 2018 mit Richard Smitt                                       |
| 2018 | Bad Boy –                | — | — | SE40 (5 Wo.)SE | NO— GoldNO | Erstveröffentlichung: 24. August 2018 feat. Luana Kiara                                     |
| 2018 | Hey Baby –               | — | — | SE62 (4 Wo.)SE | NO— GoldNO | Erstveröffentlichung: 26. Oktober 2018 feat. A7S                                            |
| 2019 | Million Lights –         | — | — | — | NO17 Platin · (2 Wo.)NO | Erstveröffentlichung: 22. März 2019 mit Lovespeake                                          |

Weitere Singles
- 2015: Parade (NO: Gold, SE: Gold[6])
- 2015: Blitzed
- 2015: Ludo (feat. Robin Veela)
- 2016: Stay Awake (feat. Venior)
- 2017: Cold Blood (feat. Jeffrey James, NO: Gold)
- 2017: Coming Up (feat. Victor Crone, NO: Gold, SE: Gold[7])
- 2017: Beside Me (mit Tom Swoon)
- 2019: Try Again (feat. A7S)
- 2019: Take Me Away (mit Victor Crone)

### Remixe
- 2016: Alan Walker feat. Iselin Solheim – Faded (Tungevaag & Raaban Remix)
- 2017: Isaiah – It’s Gotta Be You (Tungevaag & Raaban Remix)
- 2017: Luke Christopher – Lot to Learn (Tungevaag & Raaban Remix)
- 2017: BUNT. feat. Alexander Tidebrink – Take Me Home (Tungevaag & Raaban Remix)

## Belege
1. ↑  Tungevaag und Raaban: Instagram-Beitrag zur Trennung Tungevaags und Raabans. In: Instagram. Facebook Inc., 9. Dezember 2019, abgerufen am 20. Dezember 2020 (englisch).
2. ↑  Samsara in den irischen Musikcharts
3. ↑  Russian Roulette in den finnischen Singlecharts
4. ↑  Chartquellen: DE AT SE NO
5. ↑  Auszeichnungen für Musikverkäufe: AT NO SE
6. ↑  Grammotex-Eintrag für Parade. In: grammotex.se. Abgerufen am 13. April 2024 (nordsamisch).
7. ↑  Grammotex-Eintrag für Coming Up. In: grammotex.se. Abgerufen am 13. April 2024 (nordsamisch).